# Ctenomys tucumanus
El tuco-tuco de Tucumán o también conocido como Oculto (Ctenomys tucumanus) es una especie de roedor histricomorfo de la familia Ctenomyidae endémica de Argentina.
Es un roedor subterráneo herbívoro que habita cuevas individuales, cerradas la mayor parte del tiempo. Forrajean excavando bajo tierra.
Como todos los de su género, sus sonidos más comunes son los repetitivos, estructurados, de tono bajo; que hizo bautizar su onomatopeya "tuc tuc" en que se basa el nombre común de las distintas especies. Son avisos territoriales, así mantienen separados los diferentes sistemas de galerías, y probablemente también la de localización espacial de individuos dentro de una misma población.
Otro sonido en el repertorio de los Ctenomys es de la hembra para avisar al macho sobre su receptividad reproductiva. El último repertorio de sonidos es el producido por el recién nacido al alejarse de la madre, y le desencadena el comportamiento de búsqueda y de recuperación de la cría.
En contradicción con CITIS, el SAREM de Argentina lo considera Vulnerable.